# Siewiernyj (obwód biełgorodzki)
Siewiernyj (ros. Северный) – osiedle typu miejskiego w Rosji, w obwodzie biełgorodzkim, w rejonie biełgorodzkim. W 2010 liczyło 836 mieszkańców.